# Jean-Claude Milner
Pour les articles homonymes, voir Milner.
Jean-Claude Milner, né le 3 janvier 1941 à Paris, est un linguiste, philosophe et essayiste français.
Il fait partie, à côté d'autres philosophes français comme Jacques Rancière, Benny Lévy et Alain Badiou, d'une génération passée par l'École normale supérieure et inspirée dans sa jeunesse par le maoïsme.
Professeur de linguistique à l'université Paris VII - Diderot, il contribua à l'introduction en France des théories linguistiques de Noam Chomsky sur la grammaire générative. Il prend, à la fin des années 1990, ce qu'Alain Badiou qualifie de « trajectoire post-linguistique », en s'orientant à l'instar de Benny Lévy vers une réflexion sur la judéité et l'engagement politique.

## Biographie

### Famille
Jean-Claude Milner est né à Paris d'un père juif d'origine lituanienne et d'une mère alsacienne de tradition protestante. Il est célibataire, sans enfant. 
C'est le frère de Judith Milner.

### Formation
Après des études en khâgne au lycée Henri-IV, il est admis en 1961 à l'École normale supérieure, où il suit l'enseignement de Louis Althusser. En compagnie de son jeune camarade Jacques-Alain Miller, il devient un familier de Jacques Lacan, dont le séminaire se tient, durant ces années-là, à l'ENS. Il est un temps secrétaire du Cercle d'épistémologie de l'école.
Affilié au mouvement maoïste de la Gauche prolétarienne de 1968 à 1971 — notamment lors de l'affaire Tautin —, il côtoie alors Benny Lévy, dont il partagera, longtemps après, l'évolution politique. À noter enfin le rôle important joué, dans la formation de Milner, par l'enseignement de Roland Barthes et la lecture des travaux de Roman Jakobson.

### Carrière
Directeur du Collège international de philosophie de 1998 à 2001, il fonde en 1999 la collection « Philia », publiée par les éditions Verdier, et qu'il dirige jusqu'en 2004.

## Le champ linguistique
Jean-Claude Milner a effectué une partie de ses études aux États-Unis, se formant au Massachusetts Institute of Technology à la linguistique de Noam Chomsky. On lui doit la traduction française en 1971 des Aspects de la théorie syntaxique du même Chomsky. Cette traduction a établi la terminologie de l'école française de grammaire générative et contribué fortement à la réception de cette théorie en France.
La carrière universitaire de Milner s'est déroulée à l'Université Paris VII, où il a enseigné la linguistique dans le département de linguistique créé sous l'impulsion d'Antoine Culioli, qui a été son directeur de thèse de doctorat. De la fréquentation de Culioli, Milner retire un intérêt pour la question de la détermination et de l'articulation du sens et de la syntaxe. Son ouvrage Introduction à une science du langage (1989) fonde un projet de linguistique générale reposant sur une séparation radicale entre le sens et la syntaxe (théorie des positions syntaxiques) et une épistémologie combinant les apports de Karl Popper et Imre Lakatos. Il a suivi les développements ultérieurs de la théorie chomskienne, sans toutefois se rallier à l'hypothèse d'une justification biologique défendue par le linguiste américain.
Par ailleurs, Jean-Claude Milner a participé aux travaux de l'École freudienne de Paris.

## Le champ idéologique
Depuis Le Triple du plaisir (Verdier, 1997), l'œuvre de Milner présente un très net infléchissement, que son ancien camarade althussérien Alain Badiou qualifie de « trajectoire post-linguistique » (Logique des mondes, p. 548).
La nouvelle orientation de ses recherches, tendant à une réévaluation des catégories de l'antisémitisme (explicite depuis Les Penchants criminels de l'Europe démocratique, 2003), a pris une tournure provocatrice en janvier 2007, au micro de son ami Alain Finkielkraut, lorsqu'il fit une déclaration tonitruante sur l'ouvrage de Pierre Bourdieu Les Héritiers (« J’ai ma thèse sur ce que veut dire héritiers chez Bourdieu : les héritiers, c’est les Juifs » ; affirmation qu'il a lui-même glosée immédiatement : « Je crois que c’est un livre antisémite » ; France Culture, 13 janvier 2007, vers 9 h 30). Il a également dénoncé la position de Noam Chomsky à l'égard du négationnisme, position qu'il qualifie de « naïve » (cf. Ordres et raisons de langue). Ces attaques frontales dans le champ des idéologies sont le résultat de ses réflexions sur la structure de la culture européenne, exposées dans la plupart de ses essais de la dernière décennie, du Salaire de l'idéal (1997) à L’Arrogance du présent (2009).
Cette nouvelle orientation s'inscrit dans les débats qui partagent l'héritage maoïste français. À une nouvelle conception du rôle du judaïsme en Europe, Milner adjoint, comme Benny Lévy, une réévaluation de l'engagement politique. Il a publié une interprétation du poème mallarméen Le Vierge, le vivace et le bel aujourd'hui comme prophétie contre-révolutionnaire (Mallarmé au tombeau, 1999). Comme chez Rancière, la lecture politique de Mallarmé se justifie par l'importance de cet auteur pour les anciens maoïstes de la rue d'Ulm.
À la suite des attentats de janvier 2015 en France, il dénonce le « raisonnement compassionnel » de « certains, intellectuels, journalistes, magistrats » vis-à-vis de l'islamisme radical.

## Publications
- Arguments linguistiques, Paris, Mame, 1973
- De la syntaxe à l’interprétation : quantités, insultes, exclamations, Paris, Le Seuil, coll. « Travaux linguistiques », 1978
- L’Amour de la langue, Paris, Le Seuil, coll. « Connexions du Champ freudien », 1978
- Ordres et raisons de langue, Le Seuil, 1982
- Les Noms indistincts, Paris, Le Seuil, coll. « Connexions du Champ freudien », 1983
- De l’école, Paris, Le Seuil, 1984
- De l'inutilité des arbres en linguistique, Paris, département de recherches linguistiques, université Paris VII, coll. ERA 642, 1985
- Détections fictives, Paris, Le Seuil, coll. « Fictions & Cie », 1985
- Introduction à un traitement du passif, Paris, département de recherches linguistiques, université Paris VII, coll. ERA 642, 1986 (rééd.)
- Dire le vers, (en collaboration avec François Regnault), Paris, Le Seuil, 1987
- Introduction à une science du langage, Paris, Le Seuil, coll. « Travaux linguistiques », 1989
- Constat, 1992
- Archéologie d’un échec : 1950-1993, Paris, Le Seuil, 1993
- L’Œuvre claire : Lacan, la science et la philosophie[8],[9],[10], Paris, Le Seuil, coll. « L’Ordre philosophique », 1995
- « Les dénis », dans Paroles à la bouche du présent : le négationnisme, histoire ou politique ?, sous la direction de Natacha Michel, éd. Al Dante, 1997
- Le Salaire de l’idéal, Paris, Le Seuil, 1997
- Le Triple du plaisir, Paris, Verdier, 1997
- Mallarmé au tombeau, Paris, Verdier, 1999
- Les Penchants Criminels de l'Europe démocratique[11], Paris, Verdier, 2003
- Existe-t-il une vie intellectuelle en France ?, Paris, Verdier, 2002
- Le Périple structural, figures et paradigmes, Paris, Le Seuil, coll. « La couleur des idées », 2002
- Constats, Paris, Gallimard, coll. Folio/Essais. (rassemble Constat, Le Triple du plaisir, Mallarmé au tombeau)
- Le Pas philosophique de Roland Barthes, Paris, Verdier, 2003
- La Politique des choses, Paris, Navarin éditeur, 2005
- Le Juif de savoir[12], Paris, Grasset, 2007
- L'Arrogance du présent. Regards sur une décennie, 1965-1975, Paris, Grasset, 2009
- Clartés de tout, Paris, Verdier, 2011 (entretiens avec Fabian Fajnwaks et Juan Pablo Lucchelli)
- La Politique des choses. Court traité politique 1, Paris, Verdier, 2011
- Pour une politique des êtres parlants. Court traité politique 2, Paris, Verdier, 2011
- Malaise dans la peinture : à propos de la Mort de Marat, Paris, INHA/Ophrys, 2012
- Le Sage trompeur. Libres raisonnements sur Spinoza et les Juifs. Court traité de lecture 1, Paris, Verdier, 2013
- Loi juive, loi civile, loi naturelle. Lettres sur le mariage pour tous et ses effets à venir, avec Pascal Bacqué, Grasset, 2014
- L'Universel en éclats. Court traité politique 3, Paris, Verdier, 2014
- Harry Potter. A l'école des sciences morales et politiques, Paris, PUF, 2014
- La Puissance du détail, Paris, Grasset, 2014
- Relire la Révolution, Lagrasse, Verdier, 2016
- Sexualités en travaux, Paris, Ed. Michèle, 2018 (en collaboration avec Slavoj Zizek et Juan Pablo Lucchelli).
- Profils perdus de Stéphane Mallarmé, Court traité de lecture 2, Lagrasse, Verdier, 2019 (prix Henri-Mondor de l’Académie française, 2020)
- La Destitution du peuple, Lagrasse, Verdier, 2022
- Parler sans détours, avec Anoush Ganjipour, Paris, éditions du Cerf, 264 p., 2025[13]

Bon nombre de ses livres sont traduits en espagnol (El Amor de la lengua, Los nombres indistintos, El Salario del ideal, d'ailleurs cosigné par E. Folch-Gonzalez, etc.) et en italien (L'amore della lingua, La scuola nel labirinto, I nomi indistinti, Il periplo strutturale). L'amour de la langue fut traduit en anglais par la linguiste Ann Banfield (For the Love of Language).
Parmi ses articles non repris dans les ouvrages ci-dessus, il faut citer (en coll. avec Judith Milner) « Interrogations, reprises, dialogue », in Langue, discours, société. Pour Emile Benveniste, Paris, Le Seuil, 1975, p. 122-148.